# Рожново (Владимирська область)
Рожново (рос. Рожново) — присілок у Муромському районі Владимирської області Російської Федерації.
Входить до складу муніципального утворення Борисоглібське сільське поселення. Населення становить 50 осіб (2010).

## Історія
Присілок розташований на землях фіно-угорських народів муроми та мещери.
Від 14 квітня 1929 року належить до Муромського району, утвореного спочатку у складі Муромського округу Нижегородської області.
Згідно із законом від 11 травня 2005 року входить до складу муніципального утворення Борисоглібське сільське поселення.

## Населення
| 1859 | 1905 | 1926 | 2002 | 2010 |
| ---- | ---- | ---- | ---- | ---- |
| 331  | ↗466 | ↗722 | ↘66  | ↘50  |